# Женская сборная Китая по хоккею на траве
Женская сборная Китая по хоккею на траве — женская сборная по хоккею на траве, представляющая Китай на международной арене. Управляющим органом сборной выступает Ассоциация хоккея на траве Китая (англ. Chinese Field Hockey Association).
Сборная занимает (по состоянию на 16 июня 2014) 5-е место в рейтинге Международной федерации хоккея на траве (FIH).

## Результаты выступлений

### Летние Олимпийские игры
- 1980—1996 — не участвовали
- 2000 — 5-е место
- 2004 — 4-е место
- 2008 —
- 2012 — 6-е место
- 2016 — 9-е место

### Чемпионат мира по хоккею на траве
- 1974—1986 — не участвовали
- 1990 — 6-е место
- 1994 — 7-е место
- 1998 — 11-е место
- 2002 —
- 2006 — 10-е место
- 2010 — 8-е место
- 2014 — 6-е место
- 2018 — 16-е место

### Азиатские игры
- 1982—1986 — не участвовали
- 1990 —
- 1994 —
- 1998 —
- 2002 —
- 2006 —
- 2010 —
- 2014 —

### Чемпионат Азии
- 1981—1985 — не участвовали
- 1989 —
- 1993 —
- 1999 —
- 2004 —
- 2007 —
- 2009 —
- 2013 — 4-е место
- 2017 —

### Мировая лига
- 2012/13 — 6-е место
- 2014/15 — 4-е место
- 2016/17 — 8-е место

### Трофей чемпионов
- 1987—1989 — не участвовали
- 1991 — 5-е место
- 1993—2000 — не участвовали
- 2001 — 4-е место
- 2002 —
- 2003 —
- 2004 — 5-е место
- 2005 —
- 2006 —
- 2007 — не участвовали
- 2008 — 4-е место
- 2009 — 5-е место
- 2010 — 6-е место
- 2011 — 7-е место
- 2012 — 8-е место
- 2014 — 6-е место

### Champions Challenge
- 2007 —

## Текущий состав
Состав команды был объявлен перед чемпионатом мира 2014, прошедшем в мае-июне в Гааге, Нидерланды.
Главный тренер: You Baodong
| №  | Игрок          | Поз. | Возраст |
| -- | -------------- | ---- | ------- |
| 2  | Wang Mengyu    |      | 22      |
| 7  | Cui Qiuxia (c) |      | 23      |
| 8  | Wang Mengrong  |      | 22      |
| 9  | Xi Xiayun      |      | 21      |
| 12 | Wang Na        |      | 19      |
| 15 | Yan Yan        |      | 24      |
| 19 | Zhang Xiaoxue  |      | 21      |
| 20 | Sun Xiao       |      | 21      |
| 21 | Liu Pan        |      | 23      |

| №  | Игрок       | Поз. | Возраст |
| -- | ----------- | ---- | ------- |
| 22 | Gu Bingfeng |      | 20      |
| 23 | De Jiaojiao |      | 24      |
| 25 | Xu Xiaoxu   |      | 27      |
| 26 | Jiang Ailin |      | 21      |
| 27 | Huang Ting  |      | 25      |
| 28 | Liang Meiyu |      | 20      |
| 29 | Peng Yang   |      | 22      |
| 30 | Li Dongxiao | GK   | 26      |
| 32 | Guo Jiajia  | GK   | 19      |